# Districtul Khwao Sinarin
Khwao Sinarin (în thailandeză เขวาสินรินทร์) este un district (Amphoe) din provincia Surin, Thailanda, cu o populație de 35.394 de locuitori și o suprafață de 189,7 km².

## Componență
Districtul este subdivizat în 5 subdistricte (tambon), care sunt subdivizate în 58 de sate (muban).
| Nr. | Nume          | În thailandeză | Sate | Locuitori |  |
| --- | ------------- | -------------- | ---- | --------- |  |
| 1.  | Khwao Sinarin | เขวาสินรินทร์     | 11   | 10,466    |  |
| 2.  | Bueng         | บึง             | 11   | 4,706     |  |
| 3.  | Ta Kuk        | ตากูก           | 10   | 7,156     |  |
| 4.  | Prasat Thong  | ปราสาททอง      | 13   | 6,543     |  |
| 5.  | Ban Rae       | บ้านแร่          | 13   | 6,437     |  |